# Dolina Chochołowska (miejscowość)
Dolina Chochołowska – miejscowość typu schronisko turystyczne w Polsce w województwie małopolskim, w powiecie tatrzańskim, w gminie Kościelisko.
W latach 1975–1998 miejscowość administracyjnie należała do województwa nowosądeckiego.
Miejscowość położona jest na skraju Polany Chochołowskiej, znajduje się w niej schronisko PTTK na Polanie Chochołowskiej.
W okresie II Rzeczypospolitej znajdowała się tu placówka I linii Straży Granicznej.